# 蒙蒂尼莱沃库勒尔
蒙蒂尼莱沃库勒尔（法語：Montigny-lès-Vaucouleurs，法語發音：[mɔ̃tiɲi lɛ vokulœʁ]，意为“沃库勒尔附近的蒙蒂尼”）是法国默兹省的一个市镇，属于科梅尔西区。

## 地理
蒙蒂尼莱沃库勒尔（48°35'15"N, 5°37'54"E）面积11.83 平方千米，位于法国大東部大區默兹省，该省份为法国西北部内陆省份，北与比利时接壤，西接马恩省和阿登省，南至上马恩省和孚日省，东临默尔特-摩泽尔省。
与蒙蒂尼莱沃库勒尔接壤的市镇（或旧市镇、城区）包括：巴东维利耶-热罗维利耶、比雷昂沃、莫瓦日、讷维尔莱沃库勒尔、沃库勒尔。

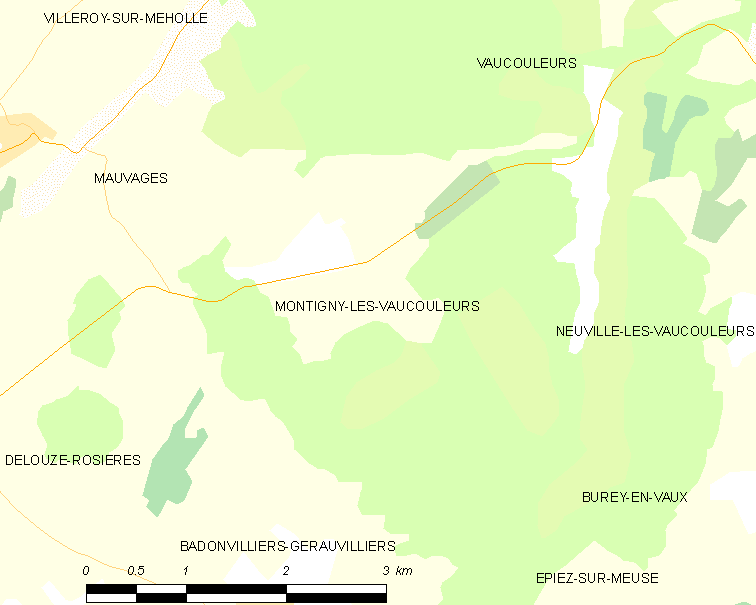
蒙蒂尼莱沃库勒尔的OSM定位图

蒙蒂尼莱沃库勒尔的时区为UTC+01:00、UTC+02:00（夏令时）。

## 行政
蒙蒂尼莱沃库勒尔的邮政编码为55140，INSEE市镇编码为55350。

## 政治
蒙蒂尼莱沃库勒尔所属的省级选区为沃库勒尔县。

## 人口

1962-2008年间蒙蒂尼莱沃库勒尔人口变化图示

蒙蒂尼莱沃库勒尔于2022年1月1日时的人口数量为77人。